# Парафотон
Парафотон — гипотетическая элементарная частица, не взаимодействующая с материей и способная путём осцилляций превращаться в обычный фотон и обратно. Её существование постулируется при обобщении модели квантовой электродинамики с двумя константами взаимодействия и двумя фотонами с разными массами. Парафотоны предположительно являются составными частями тёмной материи.